# Mitsubishi A7M
Il Mitsubishi A7M Reppu (烈風?), al quale venne assegnato dagli alleati il nome in codice Sam, fu un aereo da caccia monomotore ad ala bassa realizzato in piccola serie dall'azienda giapponese Mitsubishi Heavy Industries negli anni quaranta e designato come successore all'A6M Zero.
Il suo sviluppo iniziò nel 1942 con l'obiettivo di raggiungere una maggiore velocità, una superiore velocità di salita, un armamento più pesante, così come una migliore manovrabilità rispetto all'A6M Zero. Come risultato si ebbe un aereo con una superficie alare nettamente maggiore, pari a quella del P-47 Thunderbolt.

## Versioni
A7M1
modello iniziale, equipaggiato con un motore Nakajima Homare 22; realizzato in 3 esemplari.
A7M2
sviluppo del A7M1 equipaggiato con un motore Mitsubishi Ha-43; realizzato in 5 prototipi.
A7M3
proposta per un caccia basato a terra equipaggiato con una versione sovralimentata del motore Ha-43; non costruito.
A7M3-J
proposta per un caccia basato a terra; non costruito.

## Utilizzatori
Giappone
- Dai-Nippon Teikoku Kaigun Kōkū Hombu